# Treis Géfyres
Treis Géfyres (en grec moderne : Τρεις Γέφυρες - en français : les trois ponts) est un quartier du nord d'Athènes, en Grèce. 